# 孟德尔定律
孟德尔定律是一系列描述了生物特性的遗传规律并催生了遗传学誕生的定律，包括两项基本定律和一项原则即：显性原则、分离定律（孟德爾第一定律），以及自由组合定律和獨立分配律（孟德爾第二定律）。此定律由奥地利修道院士格里哥·孟德尔于1865至1866年间发表，并在1900年被重新发现。定律发表初时颇具争议。孟德尔定律与包法利 薩吞1915年发表的遗传的染色体学说（英語：Boveri-Sutton chromosome theory）共同组成了经典遗传学的基础。英国遗传学家罗纳德·费希尔将二者与自然选择学说相结合，发表于他1930年的著作《自然选择的遗传理论》（英語：The Genetical Theory of Natural Selection）中，他为进化提供了数学理论基础，同时也是群体遗传学和现代演化综论的奠基者。

## 历史
孟德尔在修道院后院种植豌豆时，发现并总结出了两条规律，后人称之为孟德尔定律。他在1856年至1863年间种下了约5,000株豌豆植株并进行杂交实验，随后于1865年在布吕恩自然科学研究协会上报告了他的研究结果，1866年他又发表了论文《植物杂交试验》（德語：Versuche über Pflanzen-Hybriden）。
可惜在孟德尔生前，这一发现没有得到充分的瞩目。但是也没有完全被埋没，如19世紀中叶，威廉姆·霍克、阿尔贝尔特·布朗贝里、伊万·舒马尔豪森、海德·贝利等人都在各自的论文中提到了孟德尔定律。此外，大不列颠百科全书1881年版已经有了对孟德尔研究的介绍。只是当时的生物学家认为孟德尔的结论并不普遍适用，就连孟德尔自己都认为这些规律只适用于特定的某些物种或性状。孟德尔定律之所以未受到重视，很大程度上是因为19世纪比较流行融合說或者混合說，融合说将遗传现象解释为：母方卵子与父方精子中存在的“某种液体”混合是子代继承父母两方特征的原因。与此相对，孟德尔自立粒子说并且预言，决定父母方性质的是某种单位化的粒子状物质。由于当时的技术水平的局限孟德尔没能完全解释这里的粒子是什么，现在我们知道这里的粒子就是遗传因子，而融合遗传则是复等位基因共同作用的结果。可以说孟德尔为以后的遗传因子理论奠定了框架基础，这一发现具有历史性的意义。
1900年荷兰的雨果·德·弗里斯、德国的卡尔·柯灵斯和奥地利的契马克各自独立研究再次发现了这一定律。经过对过去文献的调查，最终发现了孟德尔的论文。并且以此将这一定律命名为“孟德尔定律”。为这一定律命名的是柯灵斯，孟德尔个人没有将之称为“定律”。

## 方法與結果
1. 區分外形：孟德爾首先注意到豌豆有高莖和矮莖並且由此入手開始了研究。
2. 篩選純種：孟德爾將高莖的豌豆種子收集起來進行了培植，又將培育出來的植株中的矮莖剔除而將高莖篩選出來，留下的高莖種子〈又稱第一子代，以此列推〉第二年再播種培植，如此重複篩選幾年，最終種下的種子完全都能長成高莖。以同樣的手段，經多年努力又篩選出了絕對長成低莖的種子。
3. 顯性法則的發現：孟德爾將高莖種子培育成的植株的花朵上，受以矮莖種子培育成的植株的花粉。與此相反，在矮莖植株的花朵上受以高莖植株的花粉。兩者培育出來的下一代都是高莖品種。
4. 分離定律的發現：接下來孟德爾將這批高莖品種的種子再進行培植，第二年收穫的植株中，高矮莖均有出現，高莖：矮莖兩者比例約為3:1。
孟德爾除了對豌豆莖高以外，還根據豌豆種子的表皮是光滑還是含有皺紋等幾種不同的特徵指標進行了實驗。得到了類似的結果，表皮光滑的豆子與皺紋豆子雜交後，次年收穫的種子均為光滑表皮。將下一代的種子再進行播種，下一年得到了光滑表皮與皺紋表皮兩種，比例也為3:1。此外孟德爾還針對種子顏色黃綠兩色作為區別標準進行了雜交試驗也得出了同樣的結果。
5. 獨立分配定律的發現：孟德爾將豌豆高矮莖，有無皺紋等包含多項特徵的種子雜交，發現種子各自的特點的遺傳方式沒有相互影響，每一項特徵都符合顯性原則以及分離定律，這被稱為獨立分配定律。另外值得一提的是在孟德爾死後，發現這一定律只在一定的條件下方能成立。

|  |  |  |

|  |  |

## 不符合孟德爾定律的例子
孟德尔定律中涉及的可遗传的性状都是由细胞核内染色体上的基因所控制的。因此在一些情况下孟德尔定律并不适用。

### 細胞質遗传
細胞質遗传的特点是主要受细胞核以外的遗传物质控制，也称为核外遗传，染色体外遗传，非孟德尔氏遗传。
核外基因在细胞质中随机地传递给子代，核外基因所表达的性状在子一代通常只表达母方的性状。

### 原核生物
原核生物无成形的细胞核，因此不遵循孟德尔定律。

### 病毒
病毒无细胞结构，因此也不遵循孟德尔定律。

## 其他

### 動物驗證孟德爾定律
孟德爾以及初期研究者多以植物進行實驗。英國的威廉姆·貝特松等使用雞、日本的外山龜太郎利用蠶蛾等動物驗證了孟德爾定律。外山的論文於1906年發表。

### 小補充
1. 因後人對孟德爾提出的遺傳法則作實驗發現大部分實驗都吻合。所以後人稱他為『遺傳學之父』。
2. 也可用旁氏表(棋盘法)更淺顯易懂。